# Vulpes vulpes abietorum
Vulpes vulpes abietorum es una subespecie de  mamíferos carnívoros  de la familia Canidae.

## Distribución geográfica
Se encuentra al oeste del Canadá.